# レスター・B・ピアソン
レスター・ボールズ・ピアソン（Lester Bowles Pearson、1897年4月23日 - 1972年12月27日）は、カナダの第14代首相（在任：1963年4月22日 - 1968年4月20日）。20世紀後半のカナダで最も偉大な政治家と評される。所属政党はカナダ自由党。

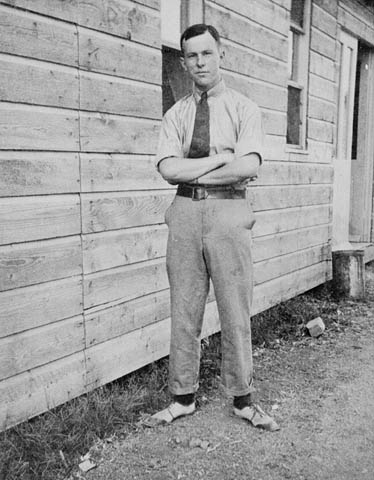
第一次世界大戦時に衛生兵として勤務していたピアソン（1916年）

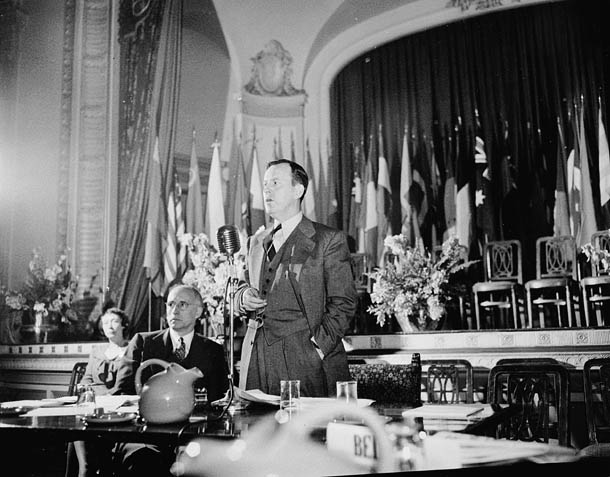
国際連合食糧農業機関の創設会議で議長を務めるピアソン（1945年10月16日）

## 経歴
カナダのオンタリオ州ニュートンブルック（Newtonbrook）生まれ。
1913年にトロント大学に入学した。第一次世界大戦が勃発し、ギリシャの陸軍病院で衛生兵として1915年から2年間勤務した。1917年にイギリス空軍に志願し、イギリス国内の航空訓練学校に通った。卒業後の最初の飛行で墜落事故に遭い、続いてロンドン大停電の最中にバスに跳ねられるという不幸続きだったが、幸いにも生き延びた。しかし、これが原因で病傷兵として1918年にカナダへ送還されてしまう。帰国翌年の1919年にトロント大学を卒業する。その後に奨学金を提供されて、イギリスのオックスフォード大学に通った。1925年にカナダに戻り、トロント大学で歴史を教えながら研究を続けた。
1927年にカナダ外務省に入る。1945年に在米カナダ大使として国際連合の設立会議に出席した。副外相として北大西洋条約機構（NATO）の設立にも重要な役割を担った。
1956年の第二次中東戦争時に、外相として現代的な国際連合平和維持活動の元となる国連緊急軍の創設を提唱し、紛争の解決にあたったことを評価され、1957年にノーベル平和賞を受賞した。
1963年4月22日から1968年4月20日まで第19代カナダ首相を務めた。任期中に新しいカナダ国旗（メープルリーフ）の制定、カナダ年金制度の導入、連邦政府が主要な医療費の半分を負担して残り半分を州政府が負担するシステム（カナダの医療）の導入、農村部の経済発展のための基金の創設などが実施された。
ピアソンの和平志向が友好国首脳との間に軋轢を生んだ例もあった。ピアソンはアメリカ合衆国訪問中の1965年4月2日に、ペンシルベニア州フィラデルフィアのテンプル大学で演説を行った。事前に演説内容をホワイトハウスと調整せずに、ベトナム戦争を終結させ、外交的に問題を解決していくためには北爆（1965年2月に開始された）の停止が必要であると主張した。翌3日にキャンプ・デービッドで米加首脳会談が行われた。ベトナムへの軍事介入を開始していたリンドン・ジョンソン大統領は、この時期、外国の首脳によるベトナム政策への発言や提案に、非常に敏感になっていた。戦争に反対するピアソンの前日の演説にも激怒していた。ジョンソンは、首脳会談の場で、一度はピアソンの襟首を掴んで、自身のベトナム政策を批判した事を罵った。さらに、テラスに出て拳を振り回し、「私の家に来て、絨毯に小便をするような真似をしやがって！」と暴言を吐いた、と伝えられている。
また、モントリオール万国博覧会のために訪れていたケベック州モントリオールで1967年7月24日に、フランスのシャルル・ド・ゴール大統領が第二次世界大戦終盤のナチス・ドイツ支配からのパリの解放と重ねて演説の中で「自由ケベック万歳!」と叫んだ。両大戦中にカナダがフランスに対して行った支援の努力を思い起こしたピアソンはこれに激怒し、次の日の演説で「カナダ人は解放される必要はない」とド・ゴールを強く非難した。
1984年にトロントの空港が彼にちなみ、トロント・ピアソン国際空港と改名した。

## スポーツとの繋がり
最初に入学したトロント大学では野球、バスケットボール、ラクロス、ラグビー、アイスホッケーと様々なスポーツをプレーした。1917年夏にはセミプロの野球チームでプレーしてお金を稼ぎ、ラグビーでは「無敵のクォーターバック」として名を馳せた。1923年にスペングラーカップ初代王者に輝いたオックスフォード大学のアイスホッケークラブの一員でもあった。
野球とアイスホッケーが特にお気に入りのスポーツであり、政治家になってからもその情熱を持ち続けた。MLBやNHLの重要な試合を見逃さないために執務室にテレビを設置していたほどである。カナダのアマチュア野球の資金調達手段として開催されていたピアソンカップも彼にちなんで名付けられたものである。1969年から1972年まではMLB球団、モントリオール・エクスポズの名誉理事を務めていた。1983年に、同年に創設されたカナダ野球殿堂入りを果たした。また、NHLの年間最優秀選手賞には当初「レスター・B・ピアソン賞」という名前が付けられていた。